# Vin Diesel
Vin Diesel (tên khai sinh là Mark Sinclair hay Mark Vincent; sinh ngày 18 tháng 7 năm 1967) , là một diễn viên và nhà sản xuất người Mỹ. Là một trong những nam diễn viên có doanh thu cao nhất thế giới, anh được biết đến với vai Dominic Toretto trong loạt phim Fast & Furious.
Diesel bắt đầu sự nghiệp của mình vào năm 1990 nhưng chật vật để giành được các vai diễn cho đến khi anh viết kịch bản, đạo diễn, sản xuất và đóng vai chính trong bộ phim ngắn Multi-Facial (1995). Điều này thu hút sự chú ý của Steven Spielberg, người đang phát triển Saving Private Ryan (1998), và viết lại các yếu tố của bộ phim để cho phép Diesel xuất hiện trong một vai phụ. Diesel sau đó đã lồng tiếng cho nhân vật chính trong The Iron Giant (1999) trong khi nổi danh như một ngôi sao hành động sau khi gây ấn tượng với loạt phim Fast & Furious, XXX và The Chronicles of Riddick.
Diesel đóng vai Groot trong các bộ phim siêu anh hùng của Vũ trụ Điện ảnh Marvel, xuất hiện trong Guardians of the Galaxy (2014), Guardians of the Galaxy Vol. 2 (2017), Avengers: Infinity War (2018), Avengers: Endgame (2019) và Thor: Love and Thunder (2022) sắp tới. Anh cũng đóng vai Groot trong bộ phim hoạt hình Ralph Breaks the Internet (2018). Diesel cũng đã giành được thành công về mặt thương mại trong các thể loại khác, chẳng hạn như trong bộ phim hài The Pacifier (2005), trong khi màn trình diễn của anh trong Find Me Guilty (2006) được khen ngợi. Diesel miêu tả Bloodshot chuyển thể từ phim siêu anh hùng vào năm 2020, và dự kiến sẽ xuất hiện trong các phim Avatar sắp tới.
Anh thành lập công ty sản xuất One Race Films, nơi anh cũng là nhà sản xuất hoặc điều hành sản xuất cho những chiếc xe ngôi sao của mình. Diesel cũng thành lập hãng thu âm Racetrack Records và nhà phát triển trò chơi điện tử Tigon Studios, cung cấp khả năng ghi lại chuyển động và giọng nói của anh ấy cho tất cả các bản phát hành của Tigon.

## Thời niên thiếu
Diesel được sinh ra là Mark Sinclair  vào ngày 18 tháng 7 năm 1967, tại Quận Alameda, California, nơi mẹ anh cũng được sinh ra, mặc dù sau đó đã chuyển đến Thành phố New York cùng với người anh em song sinh của mình, Paul. Mẹ anh, bà Delora Sherleen (Sinclair) Vincent, là một nhà chiêm tinh. Diesel từng phát biểu rằng anh là một người "sắc tộc không rõ ràng". Tổ tiên mẹ anh là những người Scotland, người Anh và người Đức. Anh chưa bao giờ được gặp bố đẻ của mình, và nói rằng "tất cả những gì tôi biết từ mẹ tôi là tôi có quan hệ với nhiều nền văn hoá khác nhau". Diesel tự nhận mình "chắc chắn là một người dân tộc da màu". Anh cũng nói rằng mối quan hệ của bố mẹ bị coi là bất hợp pháp ở một số khu vực của Hoa Kỳ theo luật cấm hôn nhân giữa các chủng tộc khác nhau. Diesel lớn lên trong sự chăm sóc của người mẹ da trắng và bố dượng người Mỹ gốc Phi, ông Irving H. Vincent, một giảng viên về diễn xuất và là người quản lý nhà hát. Anh lần đầu tiên xuất hiện trên sân khấu từ khi bảy tuổi, trong vở kịch thiếu nhi Dinosaur Door, do Barbara Garson sáng tác. Vở kịch được sản xuất tại nhà hát Theater for the New City ở làng Greenwich, New York. Anh được tham gia vở kịch này là do trong một lần anh cùng em trai và một số người bạn lẻn vào không gian của nhà hát Theater for the New City trên phố Jane với ý định phá phách. Lũ trẻ gặp đạo diễn nghệ thuật của nhà hát, Crystal Field, người mà thay vì báo cảnh sát, đã cho chúng xem kịch bản và đề nghị chúng tham gia vào vở diễn sắp tới.
Diesel còn tiếp tục gắn bó với nhà hát trong suốt thời thiếu niên, cùng với đó anh đi học tại Đại học Hunter của thành phố, và ở đây, những khoá học về sáng tác sáng tạo đã giúp anh bắt đầu sự nghiệp viết kịch bản. Anh tự nhận mình là một diễn viên "nhiều mặt" bởi những khó khăn ban đầu anh gặp phải khi tìm vai diễn phù hợp vì có nhiều tính cách trái ngược. Anh đổi tên thành Vin Diesel khi làm công việc bảo vệ tại câu lạc bộ đêm Tunnel ở New York, bởi khi làm việc trong những môi trường như thế người ta thường không khai tên thật. Từ "Vin" trong tên anh đơn giản chỉ là cách viết tắt của "Vincent". Biệt danh "Diesel" là do các bạn đặt cho anh, họ bảo rằng anh chạy bằng dầu diesel, ý nói tới sức lực không ngừng nghỉ của anh.

## Sự nghiệp

### Thập niên 1990
Vai diễn điện ảnh đầu tiên của Diesel là một vai ngắn không được đề tên trong bộ phim Awakenings (1990). Sau đó anh viết kịch bản, đạo diễn, sản xuất và đóng vai chính trong phim ngắn Multi-Facial (1994), một bộ phim nửa tự truyện kể về một diễn viên đang vận lộn và gặp bế tắc trong quá trình thử vai. Phim được lựa chọn để trình chiếu trong Liên hoan phim Cannes năm 1995. Anh thực hiện phim dài chiếu rạp đầu tiên của mình, Strays (1997), một bộ phim chính kịch thành thị trong đó anh đóng vai kẻ cầm đầu của một băng đảng, và tình yêu của hắn dành cho một người phụ nữ đã khiến hắn quyết định thay đổi. Kịch bản, đạo diễn và sản xuất bởi Diesel, bộ phim được chọn tranh giải ở Liên hoan phim Sundance năm 1997 và giúp anh giành được một thoả thuận với hãng MTV chuyển thể nó thành một loạt phim. Anh cũng được chọn tham gia bộ phim giành giải Oscar năm 1998 của đạo diễn Steven Spielberg, Giải cứu binh nhì Ryan nhờ sự sâu sắc, thấm thía trong phần diễn của anh trong phim Multi-Facial. Năm 1999, anh nhận được sự đánh giá chuyên môn cao cho phần lồng tiếng nhân vật chính trong phim hoạt hình The Iron Giant.

### Thập niên 2000

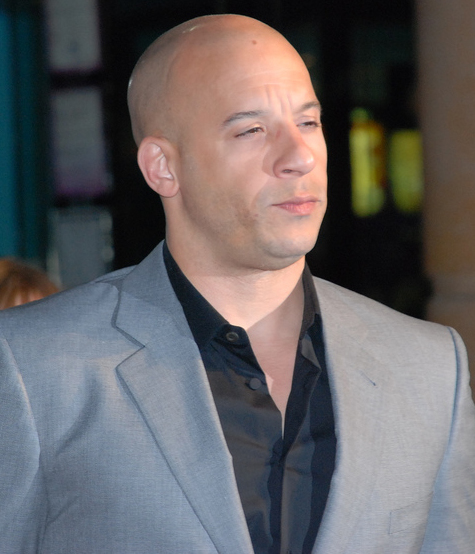
Diesel tại buổi ra mắt phim Fast & Furious 4 năm 2009

Diesel có một vai diễn lớn trong bộ phim chính kịch về đề tài kinh doanh Boiler Room (2000), và sau đó anh có một vai diễn mang tính bước ngoặt, đó là nhân vật phản anh hùng Riddick trong bộ phim khoa học viễn tưởng Pitch Black (2000). Diesel tiếp tục toả sáng với vai diễn anh hùng thể loại hành động trong hai bom tấn: bộ phim hành động về đề tài đua xe đường phố The Fast and the Furious (2001), và phim hành động ly kỳ xXx (2002). Năm 2004, Diesel một lần nữa thể hiện nhân vật Riddick trong phim The Chronicles of Riddick, được coi là một thất bại về doanh thu phòng vé khi so sánh với kinh phí thực hiện khổng lồ của nó. Năm 2005, anh tham gia một vai diễn nhẹ nhàng vui vẻ trong phim hài The Pacifier, bộ phim rất thành công về doanh thu.
Năm 2006, anh chọn một vai diễn đậm chất kịch, vào vai một tên cướp có thật tên là Jack DiNorscio trong phim Find Me Guilty. Mặc dù anh nhận được phản hồi chuyên môn tích cực cho phần thể hiện của mình, bộ phim lại có một màn thể hiện không tốt tại các phòng vé. Sau đó cùng năm, Diesel tham gia phim The Fast and the Furious: Tokyo Drift với vai trò khách mời, trong vai nhân vật cũ của anh từ phim The Fast and the Furious. Ban đầu anh được mời đóng vai chính trong 2 Fast 2 Furious, nhưng đã từ chối. Anh cũng được mời tham gia phim xXx: State of the Union vẫn với vai diễn cũ trong xXx, nhưng anh cũng từ chối.
Năm 2007, Diesel được lên kế hoạch sẽ là nhà sản xuất và diễn viên chính với vai Agent 47 trong bộ phim chuyển thể từ trò chơi điện tử Hitman, nhưng cuối cùng anh đã từ chối và thay vào đó đảm nhiệm vai trò giám đốc sản xuất cho phim. Năm 2008, anh đảm nhiệm vai chính trong bộ phim hành động khoa học viễn tưởng Babylon A.D. Diesel trở lại với loạt phim The Fast and The Furious, cùng với tất cả các diễn viên đã tham gia bộ phim gốc đầu tiên, trong phần Fast & Furious 4, phát hành tháng 4 năm 2009.

### Thập niên 2010

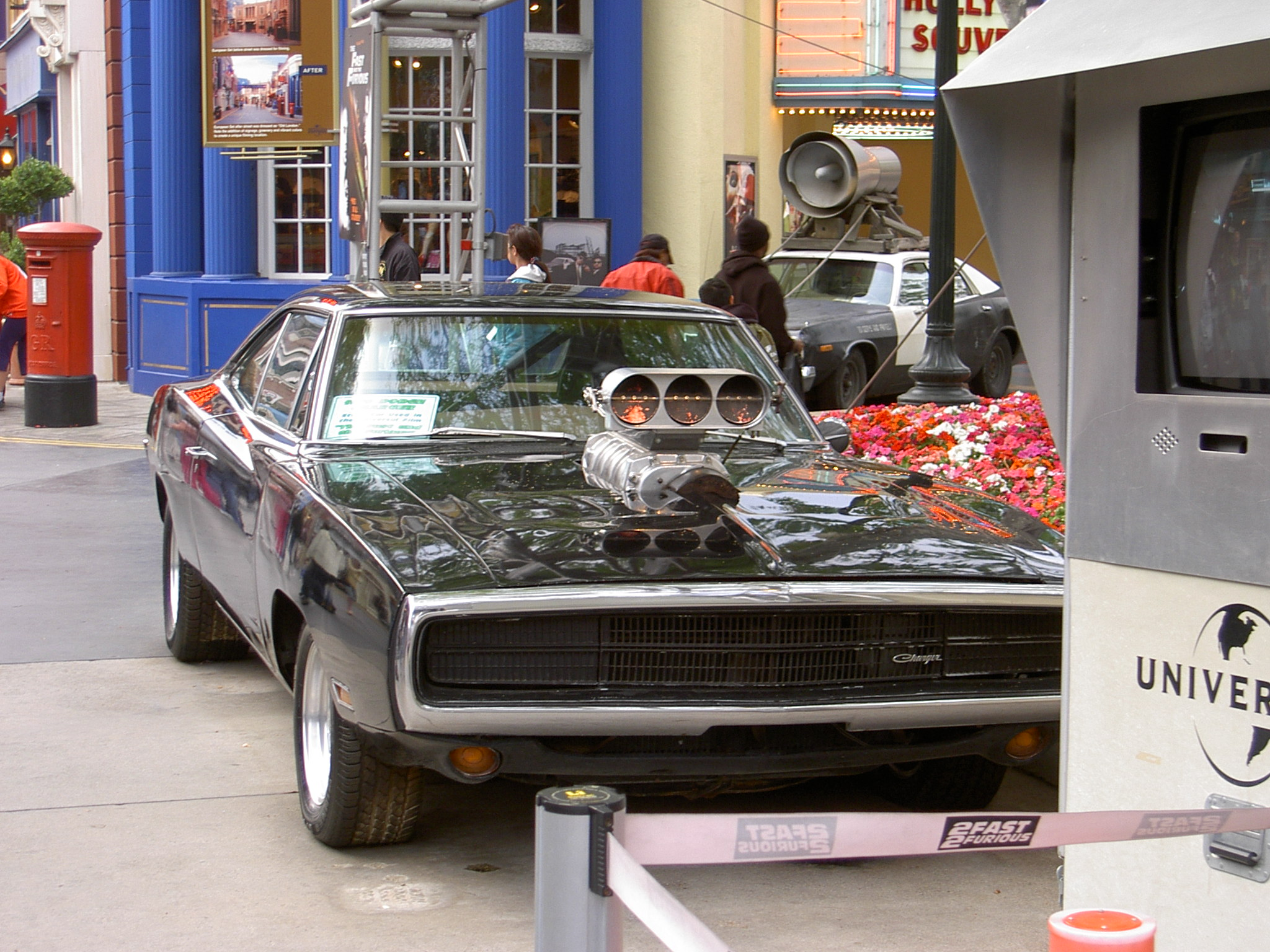
Chiếc xe chính của Diesel, một chiếc Dodge Charger, từ loạt phim Fast & Furious.

Diesel trở lại với vai diễn Dominic Toretto trong bốn phần phim tiếp theo của loạt phim Fast & Furious, bao gồm Fast & Furious 5: Phi vụ Rio (2011), Fast & Furious 6 (2013), Fast & Furious 7 (2015) và Fast & Furious 8 (2017). Cùng với đó anh tiếp tục đảm nhiệm vai Riddick trong phần ba của loạt phim The Chronicles of Riddick mang tựa đề Riddick: Thống lĩnh bóng tối (2013). Vào tháng 8 năm 2013, Diesel được trao ngôi sao danh dự trên Đại lộ Danh vọng Hollywood. Anh tham gia lồng tiếng cho nhân vật Groot trong phim điện ảnh Vệ binh dải Ngân Hà của Vũ trụ Điện ảnh Marvel công chiếu năm 2014. Ngoài ra Diesel cũng góp mặt trong bộ phim hành động siêu nhiên Chiến binh săn phù thủy (2015) và bộ phim chiến tranh Billy Lynn's Long Halftime Walk (2016).

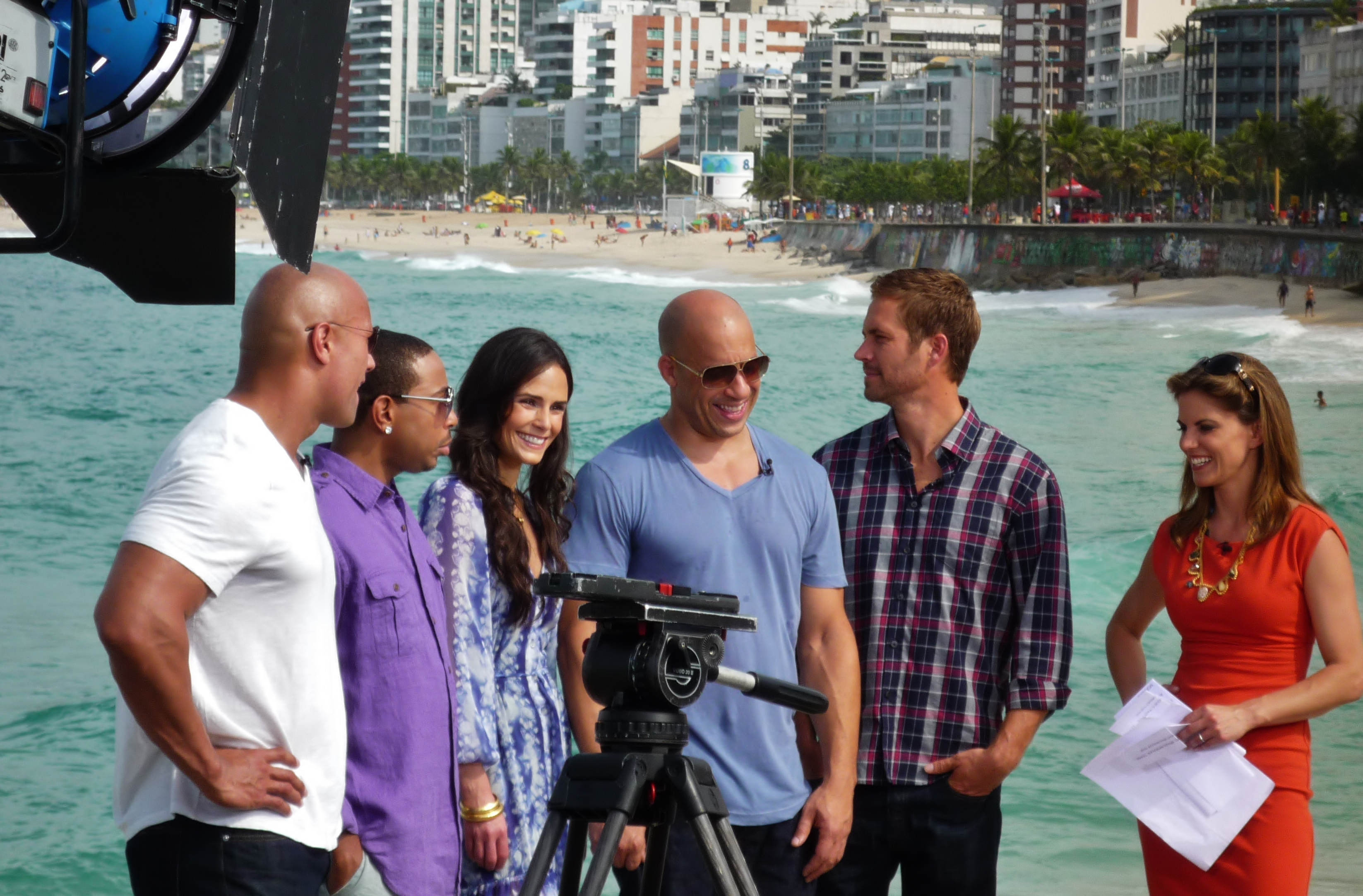
Dàn diễn viên của Fast & Furious 5: Phi vụ Rio cùng nhà báo Natalie Morales trong chương trình Today Show của đài NBC.

Năm 2017, Diesel trở lại với vai diễn Xander Cage trong xXx: Phản đòn, và vai diễn Groot trong Vệ binh dải Ngân Hà 2. Trong vài năm, Diesel đã đàm phán để có thể đảm nhiệm hai vai diễn khác nhau thuộc Vũ trụ Điện ảnh Marvel. Tháng 11 năm 2016 đạo diễn của Vệ binh dải Ngân Hà, James Gunn, đã xác nhận rằng Diesel đang trong quá trình thương thảo cho vai diễn Blackagar Boltagon / Black Bolt của bộ phim Inhumans đang được phát triển, nhưng bộ phim này sau đó lại được làm thành phim truyền hình và Diesel không tham gia dự án.
Năm 2018, Diesel tiếp tục trở lại lồng tiếng cho nhân vật Groot trong hai bộ phim liên tiếp Avengers: Cuộc chiến vô cực (2018) và Avengers: Hồi kết (2019), kết hợp các đội siêu anh hùng của Guardians of the Galaxy và The Avengers. Anh ấy đã nói, "[Tôi] nghĩ rằng sẽ có một khoảnh khắc mà tất cả chúng ta đang chờ đợi, và dù bạn có biết hay không, bạn vẫn đang chờ xem [Groot] và [the Hulk] xuống."
Diesel đã thể hiện nhân vật Bloodshot của Valiant Comics trong bộ phim cùng tên được phát hành vào tháng 3 năm 2020. Anh cũng tham gia vào dàn diễn viên của Avatar 2 của James Cameron.
Vào tháng 9 năm 2020, Diesel tuyên bố dấn thân vào lĩnh vực âm nhạc, với việc phát hành bài hát "Feel Like I Do", do Kygo sản xuất. Anh ấy ra mắt bài hát trên The Kelly Clarkson Show vào ngày 24 tháng 9, nói rằng: "Tôi thật may mắn khi vào một năm mà tôi thường được tham gia một bộ phim - và như bạn biết, điều đó là không thể - tôi đã có một bộ phim khác cửa hàng sáng tạo. Một cách khác để cho bạn thấy hoặc chia sẻ với bạn, trái tim của tôi."

## Đời tư
Diesel gây chú ý với một chất giọng trầm dễ nhận ra; anh nói rằng anh vỡ giọng khi khoảng 15 tuổi, khiến giọng anh có vẻ khá trưởng thành khi nghe qua điện thoại. Anh có một người em trai sinh đôi, Paul, một em trai khác là Tim, và em gái Samantha. Khoảng năm 2001, Diesel hẹn hò với nữ diễn viên cùng đóng trong Fast and the Furious với mình, Michelle Rodriguez.
Diesel có một con gái, Hania Riley (sinh năm 2008), và con trai Vincent (sinh năm 2010) với bạn gái, người mẫu Mexico Paloma Jimenez. Trả lời phỏng vấn tờ An tEolas, một tờ báo của Ireland, Diesel nói rằng mặc dù anh thường được coi là cứng nhắc, nhưng với tư cách một người bố thì anh khá mềm mỏng. Diesel nói rằng anh thích hẹn hò ở châu Âu, vì ở đó người ta ít nhận ra anh và đó là nơi những người nổi tiếng thường không có quan hệ lãng mạn với nhau. Anh thích được riêng tư về đời sống cá nhân của mình: "Tôi sẽ không kể về cuộc sống của mình trên bìa tạp chí như một số diễn viên khác. Tôi học được cách giữ im lặng từ những người như Harrison Ford, Marlon Brando, Robert De Niro, Al Pacino."
Diesel bày tỏ tình yêu của mình với đất nước Cộng hoà Dominica, và anh hiểu cũng như trân trọng sự đa dạng văn hoá ở đây. Anh cũng có quen biết với tổng thống quốc gia này, Leonel Fernández, và từng xuất hiện trong một chiến dịch quảng cáo trước đây của Fernández. Los Bandoleros, một phim ngắn do Diesel đạo diễn, cũng được quay ở Cộng hoà Dominica. Diesel từng chơi trò Dungeons & Dragons suốt hơn 20 năm, và cũng là người viết lời tựa cho cuốn sách kỷ niệm 30 Years of Adventure: A Celebration of Dungeons & Dragons của trò chơi này. Trong số kỷ niệm lần thứ 30 của tạp chí Dragon, có một thông tin được tiết lộ rằng Diesel từng có một hình xăm giả trên bụng theo tên nhân vật của mình trong phim, Melkor, khi quay xXx.

## Danh sách phim

### Điện ảnh
| Năm  | Tựa đề                                | Vai                      | Ghi chú                                 |
| ---- | ------------------------------------- | ------------------------ | --------------------------------------- |
| 1990 | Awakenings                            | Orderly                  | Không được ghi danh                     |
| 1994 | Multi-Facial                          | Mike                     | Phim ngắn Biên kịch, đạo diễn, sản xuất |
| 1997 | Strays                                | Rick                     | Biên kịch, đạo diễn, sản xuất           |
| 1998 | Giải cứu binh nhì Ryan                | Binh nhì Adrian Caparzo  |                                         |
| 1999 | The Iron Giant                        | Iron Giant               | Lồng tiếng                              |
| 2000 | Boiler Room                           | Chris Varick             |                                         |
| 2000 | Pitch Black                           | Richard B. Riddick       |                                         |
| 2001 | The Fast and the Furious              | Dominic Toretto          |                                         |
| 2001 | Knockaround Guys                      | Taylor Reese             |                                         |
| 2002 | xXx                                   | Xander Cage              | Sản xuất điều hành                      |
| 2003 | A Man Apart                           | Sean Vetter              | Sản xuất                                |
| 2004 | The Chronicles of Riddick             | Richard B. Riddick       | Sản xuất                                |
| 2004 | The Chronicles of Riddick: Dark Fury  | Richard B. Riddick       | Lồng tiếng                              |
| 2005 | The Pacifier                          | Trung úy Shane Wolfe     |                                         |
| 2006 | Find Me Guilty                        | Jackie DiNorscio         |                                         |
| 2006 | The Fast and the Furious: Tokyo Drift | Dominic Toretto          | Khách mời không được ghi danh           |
| 2008 | Mật mã sống còn                       | Hugo Cornelius Toorop    |                                         |
| 2009 | Fast & Furious 4                      | Dominic Toretto          | Sản xuất                                |
| 2009 | Los Bandoleros                        | Dominic Toretto          | Phim ngắn Biên kịch, đạo diễn, sản xuất |
| 2011 | Fast Five                             | Dominic Toretto          | Sản xuất                                |
| 2013 | Fast & Furious 6                      | Dominic Toretto          | Sản xuất                                |
| 2013 | Riddick: Blindsided                   | Richard B. Riddick       | Phim ngắn Lồng tiếng                    |
| 2013 | Riddick: Thống lĩnh bóng tối          | Richard B. Riddick       | Sản xuất                                |
| 2014 | Vệ binh dải Ngân Hà                   | Groot                    | Lồng tiếng                              |
| 2015 | Furious 7                             | Dominic Toretto          | Sản xuất                                |
| 2015 | Chiến binh săn phù thủy               | Kaulder                  | Sản xuất                                |
| 2016 | Billy Lynn's Long Halftime Walk       | Shroom                   |                                         |
| 2017 | xXx: Phản đòn                         | Xander Cage              | Sản xuất                                |
| 2017 | The Fate of the Furious               | Dominic Toretto          | Sản xuất                                |
| 2017 | Vệ binh dải Ngân Hà 2                 | Groot                    | Lồng tiếng                              |
| 2018 | Avengers: Cuộc chiến vô cực           | Groot                    | Lồng tiếng                              |
| 2018 | Ralph Breaks the Internet             | Groot                    | Lồng tiếng                              |
| 2019 | Avengers: Hồi kết                     | Groot                    | Lồng tiếng                              |
| 2020 | Bloodshot                             | Ray Garrison / Bloodshot | Sản xuất                                |
| 2021 | F9                                    | Dominic Toretto          | Sản xuất                                |
| 2022 | Thor: Love and Thunder                | Groot                    | Lồng tiếng, hậu kỳ                      |
| 2022 | Avatar 2                              | TBA                      | Hậu kỳ                                  |
| 2023 | Guardians of the Galaxy Vol. 3        | Groot                    | Lồng tiếng                              |
| 2024 | Avatar 3                              | TBA                      | Hậu kỳ                                  |

### Truyền hình
| Năm  | Tiêu đề                                     | Vai             | Ghi chú                   |
| ---- | ------------------------------------------- | --------------- | ------------------------- |
| 2019 | Fast & Furious Spy Racers                   | Dominic Toretto | Lồng tiếng (4 tập)        |
| 2022 | The Guardians of the Galaxy Holiday Special | Groot           | Lồng tiếng; đang làm phim |
| 2022 | Ark: The Animated Series                    | Santiago        | Lồng tiếng; đang làm phim |

### Trò chơi điện tử
| Năm  | Tựa đề                                             | Vai                | Ghi chú                                                |
| ---- | -------------------------------------------------- | ------------------ | ------------------------------------------------------ |
| 2004 | The Chronicles of Riddick: Escape from Butcher Bay | Richard B. Riddick | Lồng tiếng                                             |
| 2009 | Wheelman                                           | Milo Burik         | Lồng tiếng                                             |
| 2009 | The Chronicles of Riddick: Assault on Dark Athena  | Richard B. Riddick | Lồng tiếng                                             |
| 2020 | Fast & Furious Crossroads                          | Dominic Toretto    | Lồng tiếng và ghi hình chuyển động                     |
| 2022 | Ark 2                                              | Santiago Da Costa  | Lồng tiếng và ghi hình chuyển động; Điều hành sản xuất |

## Giải thưởng và đề cử
| Năm  | Giải thưởng                              | Hạng mục                                                                    | Phim                                               | Kết quả   |
| ---- | ---------------------------------------- | --------------------------------------------------------------------------- | -------------------------------------------------- | --------- |
| 1997 | Giải của Ban Giám khảo                   | Phim chính kịch hay nhất                                                    | Strays                                             | Đề cử     |
| 1999 | Giải thưởng của Hội Diễn viên Điện ảnh   | Diễn viên phim điện ảnh xuất sắc Cùng với các diễn viên còn lại của phim    | Giải cứu binh nhì Ryan                             | Đề cử     |
| 1999 | Hội phê bình phim trực tuyến             | Diễn viên xuất sắc nhất Cùng với các diễn viên còn lại của phim             | Giải cứu binh nhì Ryan                             | Đoạt giải |
| 2001 | Blockbuster Entertainment Award          | Nam diễn viên được yêu thích nhất                                           | Pitch Black                                        | Đề cử     |
| 2002 | Giải Điện ảnh của MTV                    | Nam diễn viên xuất sắc nhất                                                 | The Fast and the Furious                           | Đề cử     |
| 2002 | Giải Điện ảnh của MTV                    | Đội xuất sắc nhất trên màn ảnh Cùng với Paul Walker                         | The Fast and the Furious                           | Đoạt giải |
| 2002 | Black Reel Award                         | Nam diễn viên xuất sắc nhất                                                 | The Fast and the Furious                           | Đề cử     |
| 2003 | Giải Điện ảnh của MTV                    | Nam diễn viên xuất sắc nhất                                                 | xXx                                                | Đề cử     |
| 2003 | Giải Sự lựa chọn của Giới trẻ            | Nam diễn viên phim được yêu thích nhất: phim chính kịch/hành động phiêu lưu | xXx & A Man Apart                                  | Đề cử     |
| 2004 | Spike Video Game Award                   | Nhân vật nam xuất sắc nhất                                                  | The Chronicles of Riddick: Escape from Butcher Bay | Đoạt giải |
| 2005 | Giải Sự lựa chọn của Giới trẻ            | Nam diễn viên phim được yêu thích nhất: phim hài                            | The Pacifier                                       | Đề cử     |
| 2005 | Giải Mâm xôi vàng                        | Nam diễn viên chính tồi nhất                                                | The Chronicles of Riddick                          | Đề cử     |
| 2005 | Video Software Dealers Association Award | Ngôi sao nam của năm                                                        | The Chronicles of Riddick                          | Đoạt giải |
| 2009 | Spike Video Game Award                   | Nhân vật nam xuất sắc nhất                                                  | The Chronicles of Riddick: Assault on Dark Athena  | Đề cử     |
| 2009 | Giải Điện ảnh của MTV                    | Nam diễn viên xuất sắc nhất                                                 | Fast & Furious 4                                   | Đề cử     |
| 2010 | People's Choice Award                    | Ngôi sao phim hành động được yêu thích nhất                                 | Fast & Furious 4                                   | Đề cử     |
| 2011 | CinemaCon Award                          | Ngôi sao phim hành động của năm                                             | Fast & Furious 5: Phi vụ Rio                       | Đoạt giải |
| 2011 | Giải Sự lựa chọn của Giới trẻ            | Nam diễn viên phim điện ảnh được yêu thích nhất                             | Fast & Furious 5: Phi vụ Rio                       | Đề cử     |
| 2012 | Hình Award                               | Nam diễn viên chính xuất sắc nhất - phim điện ảnh                           | Fast & Furious 5: Phi vụ Rio                       | Đề cử     |
| 2012 | Black Reel Award                         | Dàn diễn viên xuất sắc nhất Cùng với các diễn viên còn lại của phim         | Fast & Furious 5: Phi vụ Rio                       | Đề cử     |
| 2012 | People's Choice Award                    | Ngôi sao phim hành động được yêu thích nhất                                 | Fast & Furious 5: Phi vụ Rio                       | Đề cử     |
| 2013 | Giải Sự lựa chọn của Giới trẻ            | Phim được yêu thích nhất: Hoá học Cùng với Paul Walker và Dwayne Johnson    | Fast & Furious 6                                   | Đề cử     |
| 2014 | People's Choice Award                    | Ngôi sao phim hành động được yêu thích nhất                                 | Fast & Furious 6                                   | Đề cử     |